# Milutin Ivković
‎
Milutin Ivković (srbsko Милутин Ивковић), srbski nogometaš in zdravnik, * 1. marec 1906, Beograd, Kraljevina Srbija, † 23. maj 1943, Jajince, Kraljevina Jugoslavija.
Pred drugo svetovno vojno je igral za beograjska kluba Jugoslavija in BASK. V letih 1925 in 1934 je odigral 40 tekem za jugoslovansko reprezentanco; petnajstkrat je bil kapetan. Nastopil je na Olimpijskih igrah 1928 in prvem Svetovnem prvenstvu 1930.